# Aedoeus
Aedoeus är ett släkte av skalbaggar som ingår i familjen långhorningar.

## Arter
- Aedoeus anjouanensis Quentin & Villiers, 1979
- Aedoeus brevicollis Fairmaire, 1901
- Aedoeus concolor Fairmaire, 1897
- Aedoeus geniculatus Waterhouse, 1880
- Aedoeus marginatus Fairmaire, 1903
- Aedoeus thoracicus Fairmaire, 1902